# ボーダフォン
ボーダフォン・グループ（英: Vodafone Group Plc）は、イギリスに本社を置く多国籍携帯電話事業会社である。アフリカ・ヨーロッパ・オセアニアで携帯通信網キャリアとして優位につける。2020年時点で、Vodafoneは24か国に子会社があり、41か国にパートナーネットワークが存在する。2000年代前半の一時期、日本市場にも参入していたが、2006年にソフトバンクに譲渡する形で日本からは撤退している。

## 概要
2018年時点での携帯電話網ユーザー数は3億1300万人で、中国移動通信、バーティ・エアテル、en:Vodafone Ideaに次ぐ世界第4位である。
グループの拡大に際し、アメリカ、ドイツ、フランスなど世界各地で携帯電話会社（主に2、3番目に市場に参入した企業が多い）を買収し、そのブランドをボーダフォンへ変更してきた。日本においても携帯電話事業を展開していたことがあり、2001年に日本テレコムを買収してJ-フォンを傘下に収め、2003年に同社の社名・ブランドをボーダフォンに変更した。しかし、2006年3月に同社をソフトバンクへ売却してソフトバンクモバイル（SBM）に変更され、その後、2011年にはNTTドコモと提携し、12月にはSBMが手がけていた外資系企業の法人契約等を移管した。
ロンドン証券取引所 (LSE:VOD)、NASDAQ (VOD)に上場しており、FTSE100種総合株価指数の構成銘柄である。2016年2月10日現在の時価総額は約525億ポンドで、ロンドン証券取引所に上場している企業の中では8番目に大きい。
サッカーやモータースポーツなど欧州で高い人気を誇るスポーツに多くスポンサードしている。競馬、F1などのスポンサーでもある。
社名の由来はVoice Data FONE (PHONE) に由来する。ロゴマークはSIMカードをモチーフにしたものである。

## ヨーロッパ
ヨーロッパにおけるVodafoneのサービス提供国は以下の通り。顧客数は2005年12月31日時点。
| 国 | ネットワーク名 (以前の名前／経由／現在の名称) | 出資比率 | 顧客数                    | 状態       | 市場シェア   | 公式Webサイト                                       | 競合他社                               |
| --- | --------------------------------------------- | -------- | ------------------------- | ---------- | ------------ | --------------------------------------------------- | -------------------------------------- |
| イギリス | Vodafone                                      | 100%     | 16,325,000                | 子会社     | 24%          | www.vodafone.co.uk                                  | O2, Orange, T-Mobile, 3, Virgin Mobile |
| アイルランド | Vodafone (Eircell)                            | 100%     | 2,047,000                 | 子会社     | 54%          | www.vodafone.ie                                     | O2, Meteor, 3                          |
| イタリア | Vodafone (Omnitel)                            | 76.9%    | 24,056,000                | 子会社     | 35%          | www.190.it                                          | TIM, Wind, 3                           |
| フランス | SFR                                           | 43.9%    | 7,101,000 (2005年6月30日) | 提携       | 36%          | www.sfr.fr                                          | Orange, Bouygues Télécom               |
| ドイツ | Vodafone (D2)                                 | 100%     | 29,165,000                | 子会社     | 37%          | www.vodafone.de                                     | T-Mobile, E-Plus, O2                   |
| オーストリア | A1                                            | 0%       | --                        | パートナー | 42.4%        | www.a1.net                                          | T-Mobile, One, Telering, 3             |
| スイス | Swisscom                                      | 25.0%    | 1,008,000 (2005年6月30日) | 提携       | 62%          | www.swisscom-mobile.ch                              | Orange, TDC, Tele2                     |
| ルクセンブルク | LUXGSM                                        | 0%       | --                        | パートナー | 64% (2003年) | www.luxgsm.lu                                       | Tango (Tele2), VOXmobile               |
| オランダ | Vodafone (Libertel)                           | 99.9%    | 3,976,000                 | 子会社     | 23%          | www.vodafone.nl                                     | KPN, T-Mobile, Orange                  |
| ベルギー | Proximus                                      | 25.0%    | 1,077,000 (2005年6月30日) | 提携       | 48.7%        | www.proximus.be                                     | Base, Mobistar                         |
| スペイン | Vodafone (Airtel)                             | 100%     | 12,923,000                | 子会社     | 29%          | www.vodafone.es                                     | movistar, Amena                        |
| ポルトガル | Vodafone (Telecel)                            | 100%     | 4,119,000                 | 子会社     | 34.3%        | www.vodafone.pt                                     | TMN, Optimus                           |
| デンマーク | TDC Mobil                                     | 0%       | --                        | パートナー | 41.4%        | www.tdcmobil.dk                                     | Sonofon, Telia, 3                      |
| フィンランド | Elisa Oyj (Radiolinja)                        | 0%       | --                        | パートナー | 30% (2003)   | www.elisa.fi                                        | Sonera, Finnet                         |
| スウェーデン | Telenor Sverige                               |          | --                        |            |              |                                                     | Telia, Tele2, 3, Spring Mobil          |
| アイスランド | Vodafone (Og Vodafone; Tal, Íslandssími)      | 0%       | --                        | パートナー | 35%          | www.vodafone.is                                     | Síminn, Sko                            |
| エストニア | Elisa Oyj (Radiolinja)                        | 0%       | --                        | パートナー |              | www.elisa.ee                                        | Tele2, EMT                             |
| ラトビア | Bite Latvija                                  | 0%       | --                        | パートナー |              | www.bite.lv                                         | LMT GSM, Tele2                         |
| リトアニア | Bite Lietuva                                  | 0%       | --                        | パートナー |              | www.bite.lt                                         | Tele2, Omnitel                         |
| ウクライナ | MTS 現在：ボーダフォン・ウクライナ            | 0%       | 19,700,000                | パートナー |              | Vodafone Ukraine Vodafone Ukraine in NEQSOL Holding | キーウスター, ライフセル               |
| ポーランド | Plus GSM                                      | 19.6%    | 1,774,000                 | 提携       | 33%          | www.plusgsm.pl                                      | Orange Polska,, Netia Mobile, Era      |
| ハンガリー | Vodafone                                      | 100%     | 2,038,000                 | 子会社     | 21.99%       | www.vodafone.hu                                     | T-Mobile, Pannon GSM                   |
| チェコ共和国 | Vodafone (Oskar)                              | 100%     | 2,658,000                 | 子会社     | 20.14%       | www.vodafone.cz                                     | Eurotel, T-Mobile                      |
| ルーマニア | Vodafone (Connex)                             | 100%     | 6,132,000                 | 子会社     | 45%          | www.vodafone.ro                                     | Orange, Cosmote Romania, Zapp Mobile   |
| ブルガリア | Mobiltel                                      | 0%       | 3,600,000                 | パートナー | 50%          | www.mtel.bg                                         | GloBul,Vivatel                         |
| ギリシャ | Vodafone (Panafon)                            | 99.8%    | 4,429,000                 | 子会社     | 35.6%        | www.vodafone.gr                                     | Cosmote, TIM Hellas, Q-telecom         |
| スロベニア | Si.mobil-Vodafone                             | 0%       | --                        | パートナー | 22.7%        | www.simobil.si                                      | Mobitel                                |
| クロアチア | VIPnet                                        | 0%       | 1,700,000                 | パートナー | 42.2%        | www.vipnet.hr                                       | T-Mobile, Tele2                        |
| アルバニア | Vodafone                                      | 99.9%    | 1,127,000                 | 子会社     | 48%          | www.vodafone.al                                     | AMC                                    |
| マルタ | Vodafone (Telecell)                           | 100%     | 177,000                   | 子会社     | 55% (2003)   | www.vodafone.com.mt                                 | Go Mobile                              |
| キプロス | Cytamobile-Vodafone                           | 0%       | --                        | パートナー | 81%          | www.cytamobile-vodafone.com                         | Areeba                                 |
| トルコ | Telsim                                        | 100%     | 11,000,000                | 子会社     | 25.0%        | www.telsim.com.tr                                   | Turkcell, Avea                         |
| * 株式の50%以上を親会社が所有する企業は子会社と見なされる。50%以下の企業は提携となる。所有権のない会社はすべてパートナーである。 |                                               |          |                           |            |              |                                                     |                                        |

Vodafoneの公式サイトを参照 : Global Footprint の2006年3月31日

### ヨーロッパでの沿革
- 1985年6月1日 - 英国Vodafoneアナログネットワークにおける初の電話。このイベントはネットワークの不調のため、実際には初の電話は翌日行われた。これは当時NewburyにあったVodafoneのオフィスで行われた。ここには現在も会社が残っている（ただし現在は本社ビルになっている）。
- 1991年10月 - Racal TelecomがRacal Electronicsから分割され、Vodafone Groupの一員となる。
- 1992年
  - 6月 - Vodafone ドイツネットワークサービス開始。
  - 7月 - Vodafone United KingdomのGSMネットワークサービス開始。
  - 9月 - Vodafone スウェーデンがEuropolitanという名前でネットワークサービス開始。後にEuropolitan-Vodafoneへ改名。
  - 10月 - Vodafone ポルトガルネットワークサービス開始。
- 1993年
  - 7月 - Vodafone ギリシャネットワークサービス開始。
    - Vodafone アイルランドのGSMネットワークがEircellとしてサービス開始。ETACSネットワークは1985年からサービスを行っていた。

  - 9月 - Vodafone イタリアネットワークサービス開始。
  - 11月 - Vodafone スペインネットワークサービス開始。
- 1998年 - 引用符を丸で囲った新しいロゴを採用。Vodafoneのoは引用符の始まりと終わりになっており、これは対話を意味する。ロゴはSIMカードをかたどって表示されることもある。
- 1999年
  - 6月30日 - Vodafone Group Plcは米国のAirTouch Communications, Inc.を買収し、社名をVodafone Airtouch Plcに変更。AirtouchはGerman Mannesmannグループの30%を所有していたので、Vodafoneはドイツ第3の携帯事業主であるE-Plusの17%を保有することになった。
  - 9月21日 - Vodafone AirtouchはBell Atlantic Corp.と合弁会社Verizon Wirelessを700億ドルで発足させると発表。
- 2000年
  - 2月 - 4月 - 数か月に及ぶ長い争いの後、Vodafoneはドイツの複合企業であるMannesmann AGを買収。これは"D2"ネットワークを運用するMannesmann Mobilfunk GmbH & Co KGを獲得するためである。これはヨーロッパ市場もっとも大きな取引の1つであり、ドイツ初となる外国資本による敵対買収である。その後Mannesmann AGは分割され、すべての製造関連の事業は売却された。
  - 7月28日 - 社名を以前のVodafone Group Plcへと変更。
- 2001年
  - 4月16日 - Vodafone United Kingdomの3Gネットワークでの初の3G通話が行われる。
    - VodafoneはEircellを引き継ぎ、Vodafone アイルランドへと社名変更。

  - 12月17日 - デンマークのTDC Mobilとの署名により、"パートナーネットワーク"の概念を導入。新しい概念は、Vodafoneによる投資の必要なくVodafone国際サービスを各国市場に導入することが出来る。これはVodafoneのブランドとサービスを対象国事業主への投資を行うことなく展開することが出来る。Vodafoneのサービスは2つのブランドで市場に展開され、Vodafoneブランドはローカルブランドの後に追加される（例：TDC Mobil-Vodafone、Elisa-Vodafone、Bité-Vodafoneなど）。
- 2002年
  - 2月2日 - Radiolinjaがパートナーネットワークに署名したことにより、フィンランドがVodafoneのモバイルコミュニティに加盟。Radiolinjaは後に社名をElisaへ変更。
  - 12月3日 - Radiolinja (Eesti) とのパートナーネットワークの署名により、Vodafoneブランドがエストニア市場に参入。Radiolinja (Eesti) は後に社名をElisaへ変更。
- 2003年
  - 1月7日 - Mobilkom Austriaとグループワイドパートナー協定に署名。これにより、Vodafoneのパートナーネットワークにオーストリア、クロアチア、スロベニアが追加。
  - 4月16日 - Og Vodafoneがアイスランド市場に参入。
  - 5月13日 - Vodafone-OmnitelとなっていたイタリアのOmnitelがブランド名をVodafone Italyに変更。
  - 7月21日 - Bitéとのパートナーネットワーク協定の署名により、リトアニアがVodafoneの世界ネットワークに加盟。
- 2004年
  - 2月16日 - ルクセンブルクのLuxGSMとパートナーネットワーク協定に署名。Cytaは自社名をCytamobile-Vodafoneへと変更することに同意。
  - 11月 - ヨーロッパで3Gサービスを導入。
- 2005年
  - 6月 - ルーマニアのConnexの株式保有率を99%に増加。チェコ共和国の携帯事業主であるOskarを買収。
  - 7月1日 - チェコ共和国のOskarがOskar-Vodafoneへブランド名変更。
  - 10月17日 - Vodafone Portugalが改訂版ロゴを採用。3Dバージョンの引用符ロゴを使用するが、赤字に白文字は継続。また、様々な運営会社が企業ロゴでSIMカード型の使用をやめる。
  - 10月28日 - ルーマニアのConnexがブランド名をConnex-Vodafoneへと名称変更。
  - 10月31日 - ノルウェー最大の電話サービス会社TelenorへVodafone Swedenをおよそ10億ユーロで売却することで合意したと発表。売却は2005年末までに完了。売却後は、Vodafone Swedenはパートナーネットワークとなる。
  - 12月13日 - トルコ第2の携帯事業主であるTelsimの購入オークションに勝利。落札額は45億ドル。
  - 12月 - Vodafone Spainがグループ内で2番目に改訂版ロゴを採用。
- 2006年
  - 1月5日 - Vodafone SwedenのTelenorへの売却が完了したと発表。
  - 2月1日 - Oskar VodafoneがOskar名を外しVodafone Czech Republicへと名称変更。
  - 2月22日 - Mobilkom Austriaグループの一員であるMobiltelとのパートナーネットワーク協定への署名により、電波到達範囲をブルガリアへ拡張すると発表。
  - 3月12日 - 2003年に名誉会長に任命されたSir Christopher Gentが会議室のゴシップにより辞任。
  - 4月4日 - TelenorがSwedish Vodafoneのネットワークを引き継いだことにより、Vodafone Swedenが社名をTelenor Sverige ABに変更すると発表。これは4月20日に行われる。
  - 4月11日 - BITE Groupとのパートナーネットワーク協定の拡張に署名したと発表。これによりラトビアの子会社である"BITE Latvija"がVodafoneのグローバルパートナーに参加。
  - 4月26日 - Connex-VodafoneがVodafone Romaniaへ社名を変更し、新ロゴを採用。
  - 5月30日 - 英国企業史最大となる149億ポンドの損失と400人の整理解雇を発表。子会社であるMannesmannを再評価することにより、235億ポンドのワンオフコストを発表。
- 2022年
  - 10月17日- アルティスと共同でドイツでファイバーブロードバンド網を敷設する合弁事業を立ち上げ[4]。名称はFibreCoでドイツの700万世帯をターゲットにする。

## アジア太平洋地域
アジア太平洋地域におけるVodafoneのサービス提供国は以下の通り。
| 国 | ネットワーク名 （以前の名前）           | 出資比率 | 顧客数                    | 市場シェア | 公式Webサイト                             | 競合他社                           |
| --- | --------------------------------------- | -------- | ------------------------- | ---------- | ----------------------------------------- | ---------------------------------- |
| 日本 | ボーダフォン株式会社 （当時、撤退済み） | --       | --                        | --         | http://www.vodafone.jp/top.htm (Archived) | NTTドコモ、au by KDDI （参入当時） |
| オーストラリア | Vodafone                                | 100%     | 3,126,000                 | 18%        | www.vodafone.com.au                       | Telstra, Optus, 3                  |
| ニュージーランド | Vodafone (BellSouth)                    | 100%     | 2,024,000                 | 52.4%      | www.vodafone.co.nz                        | Telecom, 2degrees                  |
| フィジー | Vodafone                                | 49%      | 95,000                    | 100%       | www.vodafone.com.fj                       |                                    |
| 中国 | 中国移動通信                            | 3.3%     | 8,250,000 (2005年6月30日) | 65%        | www.chinamobile.com                       | 中国聯合通信、中国電信             |
| 香港 | SmarTone                                |          | --                        |            |                                           |                                    |
| インドネシア | XL                                      | 0%       | --                        |            | www.xl.co.id                              |                                    |
| マレーシア | Celcom                                  | 0%       | --                        |            | www.celcom.com.my                         | Maxis Communications, Digi.com     |
| シンガポール | Vodafone                                |          |                           |            |                                           |                                    |
| インド | AirTel                                  | 10%      | 1,633,000                 | 22%        | http://www.airtelworld.com                |                                    |
| スリランカ | Dialog                                  | 0%       | --                        |            | www.dialog.lk                             |                                    |
| * 株式の50%以上を親会社が所有する企業は子会社と見なされる。50%以下の企業は提携となる。所有権のない会社はすべてパートナーである。 |                                         |          |                           |            |                                           |                                    |

### アジア太平洋での沿革
- 1993年
  - 7月 - BellSouth New Zealandネットワークサービス開始。
  - 10月 - Vodafone Australiaネットワークサービス開始。
- 1994年7月 - Vodafone Fijiネットワークサービス開始。
- 1998年11月 - VodafoneがBellSouth New Zealandを買収し、Vodafone New Zealandへ社名変更。
- 2001年10月 - 日本のジェイフォンを傘下に収める。
- 2002年12月 - ジェイフォンの3Gネットワークサービス開始。
- 2003年
  - 10月1日 - 日本の子会社名をジェイフォンからボーダフォンへと変更。
  - 11月3日 - パートナーネットワークであるM1がVodafoneに追加。
- 2005年
  - 4月 - SmarToneがパートナーネットワーク協定への署名後ブランド名をSmarToneから'SmarTone-Vodafone'へと変更。
  - 8月 - ニュージーランドで3Gサービスを開始。
  - 10月 - オーストラリアで3Gサービスを開始。
  - 10月28日 - AirTelブランドでインド最大の携帯電話ネットワークを展開するBharti Televenturesの株式の10%をVodafoneが獲得すると発表。2回の取引に分けて行われる。
  - 12月22日 - インドのBharti Televenturesの株式の10%の獲得を完了したと発表。
- 2006年
  - 1月25日 - インドネシア、マレーシア、スリランカがTelekom Malaysiaとパートナーネットワーク契約を行いVodafoneに追加。
  - 3月17日 - 日本法人の株式97.68%を1兆7,500億円でソフトバンクへ売却することで合意したと発表。
  - 4月3日 - Vodafone New Zealandがグループの新ロゴを正式に採用。
  - 4月14日 - 日本法人とソフトバンクが共同で、日本法人の売却後に社名およびブランド名を変更する旨を発表。
  - 4月27日 - 日本法人株の99.54%をソフトバンクが取得。資本的に日本法人は傘下でなくなり、提携関係となる。
  - 4月28日 - 孫正義が元日本法人のCEOおよび代表執行役社長に就任。
  - 5月26日 - Vodafone Australiaがグループの新ロゴを正式に採用。
  - 10月1日 - 元日本法人がソフトバンクモバイルへ社名変更し、Vodafoneブランドの使用を終了。
- 2011年9月 - 香港のオペレータ、SmarToneは、年内で、Vodafoneとのパートナー契約を終了させることを発表[5]。

## 中東・アフリカ地域
中東・アフリカ地域におけるVodafoneのサービス提供国は以下の通り。顧客数は2005年12月31日時点。
| 国 | ネットワーク名 (以前の名前) | 出資比率 | 顧客数    | 市場シェア | 状態       | 公式Webサイト           |
| --- | --------------------------- | -------- | --------- | ---------- | ---------- | ----------------------- |
| 南アフリカ | ボーダコム                  | 50%      | 7,043,000 | 58%        | 子会社     | www.vodacom.co.za       |
| レソト | ボーダコム                  | 44.15%*  |           | 80%        | *          | www.vodacom.co.ls       |
| モザンビーク | ボーダコム                  | 49%*     |           | 30%        | *          | www.vm.co.mz            |
| コンゴ民主共和国 | ボーダコム                  | 25.5%*   |           | 48%        | *          | www.vodacom.cd          |
| タンザニア | ボーダコム                  | 32.5%*   |           | 58%        | *          | www.vodacom.co.tz       |
| ケニア | Safaricom                   | 35%      | 1,221,000 | 65%        | 提携       | www.safaricom.co.ke     |
| エジプト | Vodafone (ClickGSM)         | 50.1%    | 3,068,000 | 47%        | 子会社     | www.vodafone.com.eg     |
| バーレーン | MTC-Vodafone                | --       | --        | 30%        | パートナー | www.mtc-vodafone.com.bh |
| クウェート | MTC-Vodafone                | --       | --        |            | パートナー | www.mtc-vodafone.com    |
| * コンゴ民主共和国、レソト、モザンビークでサービスを提供するボーダコムへの投資は南アフリカボーダコムを通じて行われる。コンゴ民主共和国、レソト、モザンビーク、タンザニアの各会社は提携会社であるボーダコムの子会社であり、Vodafone Groupとは直接の関係を持たない。 |                             |          |           |            |            |                         |

### 中東・アフリカでの沿革
- 1998年10月 - ボーダフォン・エジプトがClickGSM名でネットワークサービス開始。
- 2002年9月18日 - ボーダフォンがクウェートのMTCグループとパートナーネットワーク協定に署名。協定によりMTCをMTC-Vodafoneへブランド名変更。
- 2003年12月29日 - ボーダフォンがクウェートのMTCグループと別のパートナーネットワーク協定に署名。協定によりバーレーンで共同会社を設立しネットワークブランドをMTC-Vodafoneとする。
- 2004年11月3日 - 南アフリカの提携会社ボーダコムがVodafone live!といったVodafoneの国際サービスを導入すると発表。
- 2005年11月3日 - ボーダコムグループのヴェンフィンの株式を獲得し、子会社化することを発表し翌日合意する。ヴェンフィンはボーダコム株を15%保有していたため、ボーダフォンとテルコムはボーダコムの株式を50%ずつ保有することとなった。
- 2006年4月3日 - ボーダフォン・エジプトがグループの新ロゴを採用。

## アメリカ
アメリカにおけるVodafoneのサービス提供国は以下の通り。 
| 国 | ネットワーク名 (以前の名前) | 出資比率 | 顧客数 | 市場シェア | 公式Webサイト         | 競合他社                   |
| --- | --------------------------- | -------- | ------ | ---------- | --------------------- | -------------------------- |
| アメリカ合衆国 |                             |          |        |            |                       |                            |
| メキシコ | Telcel                      | 0%       | --     |            | www.telcel.com        | movistar, Iusacell, Unefon |
| エルサルバドル | CTE Personal                | 0%       | --     |            | www.telecom.com.sv    | movistar, Tigo, Digicel    |
| グアテマラ | PCS Digital                 | 0%       | --     |            | www.pcsdigital.com.gt | movistar, Tigo             |
| ホンジュラス | PCS Honduras                | 0%       | --     |            | www.alo.hn            |                            |
| ニカラグア | Enitel                      | 0%       | --     |            | www.enitel.com.ni     |                            |
| アルゼンチン | CTI Móvil                   | 0%       | --     |            | www.cti.com.ar        | Personal, movistar         |
| ブラジル | Claro                       | 0%       | --     | 21.75%     | www.claro.com.br      | Vivo, TIM, Oi              |
| チリ | Smartcom                    | 0%       | --     | 16.7%      | www.smartcom.cl       | movistar, Entel PCS        |
| コロンビア | Comcel                      | 0%       | --     | 63.6%      | www.comcel.com        | movistar                   |
| エクアドル | Porta                       | 0%       | --     | 65.4%      | www.porta.net         | movistar, Alegro PCS       |
| パラグアイ | CTI Móvil                   | 0%       | --     |            | www.cti.com.py        |                            |
| ペルー | Claro                       | 0%       | --     |            | www.claro.com.pe      | movistar                   |
| ウルグアイ | CTI Móvil                   | 0%       | --     |            | www.cti.com.uy        | movistar, ancel            |
| * 株式の50%以上を親会社が所有する企業は子会社と見なされる。50%以下の企業は提携となる。所有権のない会社はすべてパートナーである。 |                             |          |        |            |                       |                            |

### アメリカ合衆国
アメリカ合衆国では、第1位の携帯キャリアであるVerizon Wirelessの2000年の発足以来、44.4%の株式をボーダフォンが保有していた。この合弁事業が発足する以前の1999年6月に、ボーダフォンは、AirTouch Communicationsを合併し社名をVodafone Airtouch Plc.と変更した。1999年9月には、Vodafone Airtouchは、その米国内事業とBell Atlanticとで合弁事業を行うと発表、2000年4月4日に、ベライゾン・ワイヤレスとしてサービスを開始した。ベライゾン・ワイヤレスへの出資関係はボーダフォンにとって配当収入をもたらしたが、歴史的に3つの問題があった。第一に、ベライゾン・ワイヤレスは、CDMAを採用しているので、ボーダフォンのGSMネットワークとは非互換の為、両社の間での端末の共通化やローミングは、技術的に困難であった。次に、ベライゾン・ワイヤレスは、ボーダフォン・ブランドをまったく使用しなかったので、ボーダフォンの米国における存在は、ほとんど無いのに等しかった。そして最後にもっとも重要な事は、ボーダフォンは、ベライゾン・ワイヤレスの少数株主にすぎない為、ベライゾン・ワイヤレスの経営方針を制御することが出来ず、ベライゾン・ワイヤレスに置ける経営上の主要決定は、常に多数株主であるベライゾン・コミュニケーションズのなすがままであった。
これらの理由から、AT&T Wirelessが2004年に売却される際にボーダフォンは応札した。この入札が成功すれば、ボーダフォンはベライゾン・ワイヤレスの株式を売却し、AT&T Wirelessを吸収して、その米国事業としていたであろう。AT&T WirelessはGSMを使用していたので、この買収は上記の問題を全て解決すると考えられた。実際にはCingular Wireless（現在のAT&Tモビリティの前身企業）が最終的にボーダフォンの入札価格より10億ドルの高値をつけてAT&T Wirelessを買収してしまった為、ボーダフォンとベライゾン・ワイヤレスの奇妙な関係は、その後も続くことになった。
しかし、2013年9月2日にボーダフォンは、ベライゾン・ワイヤレスの自社保有分、45%の株式を、総額1300億ドルで、ベライゾン・コミュニケーションズに売却することで、同社と合意したと発表した。売却代金のうち、589億ドルは現金、602億ドルはベライゾン・コミュニケーションズの株式による支払い。2014年に、ベライゾン・コミュニケーションズは、ベライゾン・ワイヤレスの買収を完了し、100%子会社とした。

### ラテンアメリカ
2005年11月15日、Vodafone GroupはメキシコのAmerica Movilとのグループ間共同協定を発表した。協定により国際サービスとローミングが行われる。サービスには音声とGPRSローミングサービス、Preferred RoamingとVirtual Home Environmentが含まれる。協定にはAmerica Movilが保有する13のネットワークが含まれる。 
発表は2つのグループが国際ローミングサービスを提供するとしか伝えていないが、後に発表されたVodafone Groupのプレスリリースには27(現在は33)のパートナーネットワークを持っており、そのため協定にあるAmerica Movilの13のネットワークはパートナーネットワークと考えられる。

## 決算状況
2006年3月31日から、Vodafoneは自社の業績を国際財務報告基準 (IFRS) に従って報告している。これはIFRS基準が2004年3月31日と2005年3月31日に修正されたためであり、それらは以下の最初の表に示されている。
Vodafoneはいくつかの少数株式を保有している。特に、米国Verizon WirelessやフランスSFRがそれにあたり、それらは統合売り上げに含まれていない。全体の規模およびビジネスの成長方向に関する追加の情報を提供するために、「比例収益」がしめされ、これは以下の表にも記載されている。例えば、100億ポンドの収益がある企業の株式45%を保有している場合、Vodafoneの比例収益は45億ポンドとなる。比例収益は正式な会計基準ではなく、Vodafoneの比例収益は他の企業の法定収益と比較するべきである。
また、Vodafoneは比例顧客数の発表も行っている。
| 年度末3月31日 | 売上高 (£100万) | 税引き前利益 (£100万) | 年間利益 (£100万) | 一株利益 (ペンス) | 比例顧客数 (100万人) | 比例収益 (£100万) |
| ------------- | --------------- | --------------------- | ----------------- | ----------------- | -------------------- | ----------------- |
| 2012          | 46,417          | 9,549                 | 7,003             | 13.74             | -                    |                   |
| 2011          | 45,884          | 9,498                 | 7,870             | 15.20             | 370.9                |                   |
| 2010          | 44,472          | 8,674                 | 8,618             | 16.44             | 341.1                |                   |
| 2009          | 41,017          | 4,189                 | 3,080             | 5.84              | 302.6                |                   |
| 2008          | 35,478          | 9,001                 | 6,756             | 12.56             | 260                  |                   |
| 2007          | 31,104          | (2,383)               | (5,297)           | (8.94)            | 206.4                |                   |
| 2006          | 29,350          | (14,835)              | (21,821)          | (35.01)           | 170.6                | 48,455            |
| 2005          | 34,073          | 7,951                 | 6,518             | 9.68              | 154.8                | 43,602            |
| 2004          | 32,492          | 9,013                 | 6,112             | 8.70              | 133.4                | 39,446            |

以下の表は英国一般会計原則 (UK GAAP) におけるVodafoneの業績である。1999年から2002年にかけて行われた主要な獲得営業の終わりから、Vodafoneは貸借対照表において1000億ポンド以上の株式割賦償還がある。UK GAAPでは、割賦償還は損益口座と別に記載する必要があるため、Vodafoneは法令上は巨額の損失を示している。しかし、この割賦償還の別記載は単に会計調整であり、Vodafoneの資金情勢や配当金支払い能力には影響しない。損失という報告にもかかわらず、Vodafoneは実際は非常に有益な企業であり、これはVodafoneがしばしば世界トップ20の企業に位置づけられる事に反映されている。 
| 年度末3月31日 | 売上高 (£100万) | 税引き前利益/（損失） (£100万) | 年間利益/（損失） (£100万) | 一株利益 (ペンス) | 株式割賦償還 (£100万) | 比例顧客数 (100万人) | 比例収益 (£100万) |
| ------------- | --------------- | ------------------------------ | -------------------------- | ----------------- | --------------------- | -------------------- | ----------------- |
| 2005          | 34,133          | (4,702)                        | (7,540)                    | (11.39)           | 14,700                | 154.8                | 43,602            |
| 2004          | 33,559          | (5,047)                        | (9,015)                    | (13.24)           | 15,207                | 133.4                | 39,446            |
| 2003          | 30,375          | (6,208)                        | (9,819)                    | (14.41)           | 14,056                | 119.7                | 33,926            |
| 2002          | 22,845          | (13,539)                       | (16,155)                   | (23.77)           | 13,470                | 101.1                | 29,799            |
| 2001          | 15,004          | (8,095)                        | (9,763)                    | (16.09)           | 9,585                 | 83.0                 | 22,230            |
| 2000          | 7,873           | 1,349                          | 487                        | 1.80              | 1,712                 | 39.1                 | 12,569            |
| 1999          | 3,360           | 935                            | 637                        | 4.12              | 8                     | 25.4                 | 9,185             |

## 協賛事業
- ボーダフォンダービー・ボーダフォンオークス（競馬・エプソム競馬場）1995年 - 2008年
- UEFAチャンピオンズリーグ
- ラグビーアイルランド代表
- DreamLab